# 基隆市信義區深澳國民小學
25°07′45″N 121°46′59″E / 25.12912°N 121.78315°E

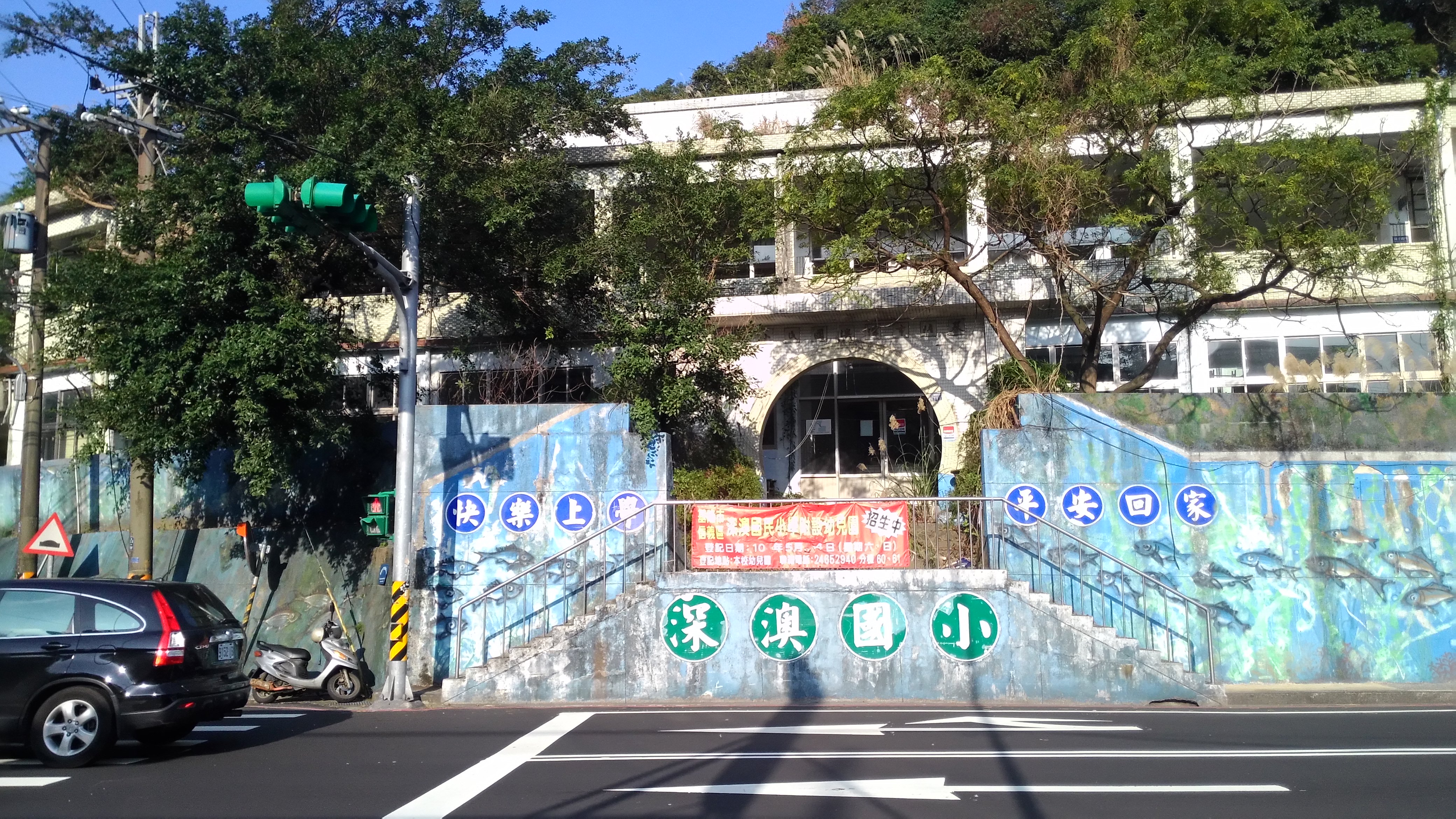
深澳國小舊校區已關閉不用(深澳坑路111號)

基隆市信義區深澳國民小學（Shen-Ao Elementary School, Sin-Yi District, Keelung City, Taiwan、簡稱：深澳國小），位於臺灣基隆市信義區孝深里深澳坑路55-1號。迄今建校已60餘年。

## 沿革
1926年台灣日治時期深澳地區成立「漢人私塾」，1941年成立「深澳地區國語講習所(日語講習所)」。1947年9月後改為「基隆市信義國民學校深澳坑分校」。1951年8月1日奉准獨立設校為「基隆市信義區第二國民學校」。1968年8月實施臺灣九年國民義務教育，改制為「基隆市信義區深澳國民小學」，舊校址為基隆市信義區深澳坑路111號(已關閉不用)。後因校地空間，舊校舍地區不敷需求，1992年5月編定「基隆市深澳國民小學校務法展計劃」。後奉基隆市政府教育局准予1998年開始辦理遷建校，撥用國有地六筆、協議價構私有地五筆作為遷建校用地。1999年8月成立附設補校及附設幼兒園。2007年3月連海生校長任上新校舍發包開工，2009年9月在施奈良校長主持下遷校。新校區距舊校區500公尺內，新校址為基隆市信義區深澳坑路55之1號，位於舊校區之西北方向。校地面積約21132.84平方公尺，距深澳坑路東西向連外道路200公尺，有都市計劃道路銜接。113學年度國小學生數356人，教師員工約73人。

### 舊校區建築群
舊校區位於深澳坑路111號，除了臨路邊的二層樓校舍外；還有後山的二層樓校舍。原校長及教員的宿舍位於深澳坑路109巷內的「紅壇廣場」靠山面。校長宿舍為獨棟二層樓，如昔日的第4任校長黃日志(1963.8～1971.3)夫妻及其兩個小孩均住在校長宿舍。校長宿舍旁即兩段落的連接式平房教員宿舍，前臨紅壇廣場、廣場邊即深澳坑溪；溪對面即平房式的深澳坑派出所(已改建)、旁為兩間連接的平房式派出所宿舍(已拆除變為停車場)、里民大會堂(兼作幼稚園)及孝深社區(仍在)。紅壇廣場有一平時為清空的寺廟；有廟會才有神明進駐，亦為歌仔戲(布袋戲大多在福美寮演出)及賣藥的康樂隊表演場所。而平時空曠的寺廟除作為深澳坑地方南管國樂團體的練習場所外，廟前的紅壇廣場亦作為舊深澳國小校區的操場。目前舊教職員宿舍及紅壇廣場已拓建為大樓地區。

## 歷任校長
- 第1任：商大梅(商惟翕)(1951.8-)；1951年8月1日獨立設校為「基隆市信義區第二國民學校」。
- 第2任：侯玉格(1953.9-)
- 第3任：林斌榮(1958.8-)
- 第4任：黃日志(1963.8-)；1968年8月臺灣九年國民義務教育改制為「基隆市信義區深澳國民小學」。
- 第5任：王勵志(1971.3-)
- 第6任：朱金柏(1978.3-)
- 第7任：劉元鎮(1982.8-)；制定校歌。
- 第8任：張作春(1986.8-)；1992年5月編定「基隆市深澳國民小學校務法展計劃」。
- 第9任：吳國華(1994.8-)
- 第10任：連海生(1998.8-)；1998年籌辦新校舍遷建事宜、1999年8月成立附設幼兒園、及成立附設補校。2007年3月新校舍發包開工。
- 第11任：施奈良(2007.8-)；2008年12月成立深澳小小國樂社、2009年9月遷新校區。
- 第12任：蕭玉盞(2011.8-)；成立舞蹈社團、打造「碳狗」意象、空間美學彩虹礦坑與山海拼拼碳狗釘畫。
- 第13任：莊智森(2018.8-)共讀站、半戶外運動場、人工草皮運動場、運動跑道修建、幼兒園沙坑環境改善、幼兒園遊戲場地坪環境改善、階梯教室環境改善、那魯灣草原天然草皮運動場整建、中庭地坪整修工程、幼兒園門面美化及通學廊道空間改善、特教教學福利社計畫工程、新設幼兒園身心障礙類特殊教育班工程採購
- 第14任：陳建文(2025.8-)

## 外部連結
- 基隆市信義區深澳國民小學 （页面存档备份，存于）
- 基隆市信義區深澳國民小學附設幼兒園
- 基隆市信義區深澳國小的Facebook專頁